# Bernard Ier de Poitiers
Pour l’article homonyme, voir Bernard de Poitiers.
Bernard Ier de Poitiers est un comte de Poitiers de la première moitié du IXe siècle.

## Certitudes
Ce comte n'est cité que par deux documents. Le premier est un compte rendu d'un plaid présidé en 815 en son nom par un noble du nom de Godil, probablement vicomte. Comme un autre document de 814 ou de 815, cite un certain Ricuin avec ce titre de comte de Poitiers, il est probable que la nomination de Bernard comme comte de Poitiers soit très récente. Le second document le mentionne à propos d'un don fait à l'abbaye de Saint-Maixent en 825.
Il meurt ou est nommé ailleurs peu après cette seconde date, car en 828, le comté de Poitiers est tenu par le comte Émenon.

## Hypothèses
La Foundation for Medieval Genealogy pense qu'il a été nommé par le roi Pépin Ier d'Aquitaine alors que Michel Dillange pense qu'il préférait résider à la cour impériale plutôt qu'à celle du roi d'Aquitaine, laissant la gestion du comté à ses subordonnés.
Les opinions divergent sur sa famille. Michel Dillange estime que le prénom de Bernard est déjà très répandu dans l'aristocratie carolingienne, qu'il est difficile de l'identifier avec d'autres comtes homonymes contemporains. La Foundation for Medieval Genealogy le rapproche d'un homonyme cité à deux reprises en 775 parmi les fidèles de Charlemagne, et d'un comte Bernard mentionné en 811 dans les Annales d'Eginhard comme l'un des signataires d'une paix avec les Vikings. Christian Settipani en fait un fils d'Alleaume et le père d'Émenon Ier, comte de Poitiers en 828, de Turpion, comte d'Angoulême, et de Bernard II le Poitevin, également comte de Poitiers en 840. Sans s'étendre sur ses raisons, on peut sans grand risque estimer qu'il s'appuie sur l'onomastique et le fait que deux des fils que Settipani lui attribue se sont ensuite succédé à Poitiers. Mais ses conclusions restent à prendre avec prudence : comme l'a dit Michel Dillange, le prénom de Bernard était alors déjà répandu dans l'aristocratie, et la transmission héréditaire des fiefs est encore loin d'être une pratique courante.
En 827, Bernard de Septimanie qui défend la marche d'Espagne est en difficulté face aux Musulmans et demande des renforts. L'empereur Louis le Pieux lève immédiatement une armée qu'il confie à son fils Pépin d'Aquitaine, mais ce dernier, opposé à son père depuis la naissance du futur Charles le Chauve, avance tellement lentement que Bernard de Septimanie manque d'être défait. Il parvient à redresser seul la situation, mais l'empereur réagit avec violence à la trahison de son fils. Ne pouvant l'attaquer directement, il s'en prend à son entourage. Michel Dillange estime alors que Bernard de Poitiers a probablement fait partie des victimes de la purge. Si l'hypothèse de Michel Dillange est fondée, on ne peut plus accepter les conclusions de Settipani : Bernard de Septimanie est un neveu d'Alleaume, on ne voit pas pourquoi Bernard de Poitiers aurait laissé succomber son cousin germain, et on ne voit pas non plus pourquoi pour lui succéder, Louis le Pieux aurait confié Poitiers à Émenon Ier, le fils d'un traître, lequel sera cependant destitué après avoir soutenu la révolte de Pépin II d'Aquitaine.